# Peter Enckelman
Peter Enckelman (Turku, 1977. március 10. –) finn labdarúgó, jelenleg a Cardiff kapusa.

## Karrierje

### Kezdetek
Enckelman karrierjét szülővárosa csapatában, a TPS-ben kezdte 1995-ben. Négy évet játszott itt, ezalatt 72 mérkőzésen szerepelt.

### Aston Villa
1999-ben légiósnak állt, az Aston Villa játékosa lett. Bár télen igazolt a birminghami csapathoz, bemutatkozására csak szeptemberben került sor.
Bár David James távozásával úgy tűnt, első számú kapussá léphet elő, Peter Smeichel érkezésével ez meghiúsult. Csak Graham Taylor érkezésével játszott ismét. Smeichel ekkor távozott a Manchester Cityhez.

### Blackburn
Az Aston Villa 2003-ban már kölcsönadta őt a Birminghamnek, ekkor azonban egy meccsen sem játszott. 2004-ben a szintén birminghami egyesület végleg megvásárolta, azonban az itt töltött négy év alatt mindössze két bajnokin és egy ligakupa-mérkőzésen szerepelhetett.

### Cardiff
2008 telén, először ismét kölcsönben, a másodosztálybeli Cardiff szerződtette, harmadik számú kapusnak Ross Turnbull és Kasper Smeichel mögé. Debütálására január 29-én, a QPR ellen került sor, ahol csereként lépett pályára. A kupadöntőn is ő védett, ám egyetlen hibáját kihasználva a Portsmouth 1–0-ra nyert.

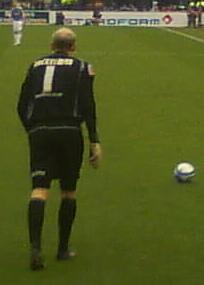
Enckelman egy szabadrúgás elvégzésekor

A kölcsönszerződés lejártával ugyan még visszatért a Birminghamhez, ám mivel ott továbbra sem tartottak rá igényt, a Cardiff végleg megvette őt. Bár első (fél)szezonjában sokat játszott, teljes jogú Cardiff-játékosként első szezonját csereként kezdte Tom Heaton mögött. Később, miután Heaton megsérült, több jó meccse is volt, többek között egy gól nélkül lehozott az Arsenal elleni FA-kupameccsen. Ezt követően térdsérülést szenvedett, amivel meg kellett műteni. Eredetileg csak két hónapott kellett volna kihagynia, ám a sérülése komolyabbnak bizonyult az előzetesnél, és a szezon hátralévő részében már nem léphetett pályára.
A 2009-10-es idényben komoly riválist szerződtettek mellé a skót válogatott David Marshall személyében. A szezont ismét csereként kezdte, első meccsét a Dagenham & Redbridge ellen játszotta, a ligakupában. November 29-én szerencsés kimenetelű autóbalesetet szenvedett, a rá következő napon pedig szezonbeli első bajnokiját játszotta, a második félidőben csereként beállva.

## Magánélet
Encke Sport néven saját csapata van a BTCC-ben.

## Karrierje statisztikái
2009. november 30. szerint.
| Klub                   | Szezon   | Bajnokság | Bajnokság | Kupa | Kupa | Ligakupa | Ligakupa | Egyéb | Egyéb | Összesen | Összesen |
| Klub                   | Szezon   | Mérk      | Gól       | Mérk | Gól  | Mérk     | Gól      | Mérk  | Gól   | Mérk     | Gól      |
| ---------------------- | -------- | --------- | --------- | ---- | ---- | -------- | -------- | ----- | ----- | -------- | -------- |
| Aston Villa            | 1999-00  | 10        | 0         | 1    | 0    | 3        | 0        | 0     | 0     | 14       | 0        |
| Aston Villa            | 2000-01  | 0         | 0         | 0    | 0    | 0        | 0        | 0     | 0     | 0        | 0        |
| Aston Villa            | 2001-02  | 9         | 0         | 0    | 0    | 0        | 0        | 5     | 0     | 14       | 0        |
| Aston Villa            | 2002-03  | 33        | 0         | 0    | 0    | 3        | 0        | 4     | 0     | 40       | 0        |
| Aston Villa            | 2003-04  | 0         | 0         | 0    | 0    | 0        | 0        | 0     | 0     | 0        | 0        |
| Aston Villa            | Összesen | 52        | 0         | 1    | 0    | 6        | 0        | 9     | 0     | 68       | 0        |
| Blackburn (kölcsönben) | 2003-04  | 0         | 0         | 0    | 0    | 0        | 0        | 0     | 0     | 0        | 0        |
| Blackburn              | 2003-04  | 2         | 0         | 0    | 0    | 0        | 0        | 0     | 0     | 2        | 0        |
| Blackburn              | 2004-05  | 0         | 0         | 0    | 0    | 1        | 0        | 0     | 0     | 1        | 0        |
| Blackburn              | 2005-06  | 0         | 0         | 0    | 0    | 0        | 0        | 0     | 0     | 0        | 0        |
| Blackburn              | 2006-07  | 0         | 0         | 0    | 0    | 0        | 0        | 0     | 0     | 0        | 0        |
| Blackburn              | 2007-08  | 0         | 0         | 0    | 0    | 0        | 0        | 0     | 0     | 0        | 0        |
| Blackburn              | Összesen | 2         | 0         | 0    | 0    | 1        | 0        | 0     | 0     | 3        | 0        |
| Cardiff (kölcsönben)   | 2007-08  | 16        | 0         | 4    | 0    | 0        | 0        | 0     | 0     | 20       | 0        |
| Cardiff                | 2008-09  | 12        | 0         | 2    | 0    | 1        | 0        | 0     | 0     | 15       | 0        |
| Cardiff                | 2009-10  | 1         | 0         | 0    | 0    | 3        | 0        | 0     | 0     | 4        | 0        |
| Cardiff                | Összesen | 29        | 0         | 6    | 0    | 4        | 0        | 0     | 0     | 39       | 0        |
| Karrierje összesen     |          | 83        | 0         | 7    | 0    | 11       | 0        | 9     | 0     | 110      | 0        |

## Sikerei, díjai
- Aston Villa:
  - Intertotó-kupa: 2001

## Külső hivatkozások
- Peter Enckelman pályafutásának statisztikái a Soccerbase oldalon (angolul)

- Encke Sport